# Iimura Takahiko
Takahiko Iimura (飯 村 隆 彦, Iimura Takahiko, ur. 20 lutego 1937 w Tokio, zm. 31 lipca 2022) – japoński artysta, reżyser awangardowy, twórca filmów eksperymentalnych i sztuki wideo. Uważany za jednego z pionierów kina eksperymentalnego i niezależnego w Japonii. Jego wideo dotyczą głównie zagadnień tożsamości i semiologii, obejmują wiele aspektów fenomenologii percepcji zarówno w kulturze zachodniej, jak i wschodniej.
Iimura urodził się w Tokio i jest absolwentem Keio University. Iimura zaczął robić filmy eksperymentalne we wczesnych latach sześćdziesiątych, był związany z takimi awangardowymi artystami jak Yoko Ono; malarzami, Genpeiem Akasegawą i Natsuyukim Nakanishim; oraz tancerzem Tatsumi Hijikatą. Jego film Onan (1963) zdobył nagrodę specjalną na Międzynarodowym Festiwalu Filmów Niezależnych w Brukseli w 1964 roku. Wiele ze swoich filmów kręcił w Nowym Jorku, gdzie przeprowadził się w 1966 r. W 1970 roku opublikował pracę poświęconą filmom eksperymentalnym. W roku w 1985 wydał biografię Yoko Ono Geijutsu to higeijutsu no aida. W 1992 roku został profesorem na Uniwersytecie Sztuki i Projektowania Nagoya Zokei. Jego filmy i prace wideo były pokazywane w prestiżowych miejscach na całym świecie, w tym w Muzeum Sztuki Nowoczesnej w Nowym Jorku, Nowojorskim Muzeum Sztuk Pięknych, Centrum Pompidou w Paryżu.

## Filmografia

### 1960
- „Film Poems” (1962–1970)
- „Iro” (Colors), (1962)
- „Onan” (1963), Nagroda Specjalna na Międzynarodowym Festiwalu Filmów Niezależnych w Brukseli
- „Taka and Ako” (1966)
- „White Calligraphy” (1967)
- „Filmmakers” (1968)

### 1970
- „Kiri” (1970)
- „Film Strips I” (1970)
- „The Pacific Ocean” (1971)
- „Self Identity” (1972)
- „Double Portrait” (1973–1987)
- „I Love You” (1973–1987)
- „Double Identity” (1979)

### 1980
- „I Am A Viewer, You Are A Viewer” (1981)
- „This Is A Camera Which Shoots This” (1982–1995)
- „Air’s Rock” (1984, DVD)
- „New York Hotsprings” (1984)
- „TV Confrontation” (1986, DVD)
- „New York Day and Night” (1989, DVD)

### 1990
- „As I See You You See Me” (1990–1995)
- PERFORMANCE/MYSELF (Or Video Identity) (1972–1995, DVD)